# Петровское (Октябрьский сельсовет, Ширяевский район)
Петровское (укр. Петрівське) — бывшее село в Ширяевском районе Одесской области Украины. Село было подчинено Октябрьскому сельсовету.

## История
По состоянию на 1984 год население — 90 человек, 2001 год — 5 человек. Решением Одесского областного совета от 24.02.2010 года село снято с учёта.

## География
Было расположено на истоках реки Овраг Дубовый — западнее села Антоновка. На реке был пруд. Планировка была параллельно ручью и оврагу. На западной окраине были расположены школа и кладбище, южной — МТФ и сооружение башенного типа.